# Gare de Lesseux – Frapelle
Gare de Lesseux - Frapelle – przystanek kolejowy w miejscowości Lusse, w departamencie Wogezy, w regionie Grand Est, we Francji. Jest zarządzany przez SNCF i obsługiwany przez pociągi TER Lorraine.

## Położenie
Znajduje się na linii Strasburg – Saint-Dié, na km 74,827 między stacjami Provenchères-sur-Fave i Raves – Ban-de-Laveline, na wysokości 399 m n.p.m.

## Historia
Stację otwarto w 1923 przez Compagnie des chemins de fer de l’Est, kiedy otwarto odcinek linii z Saint-Die do Saales.

## Linie kolejowe
- Strasburg – Saint-Dié
- Sélestat – Lesseux - Frapelle - linia zlikwidowana